# Тёнин
Тёнин (яп. 町人 тё:нин, букв. «горожане», «мещане») — социальный класс в Японии, развившийся в ранний период Эдо. Большинство тёнинов были купцами, однако часть их составляли городские ремесленники (в отличие от крестьян (яп. 農民 но:мин) — не причисляемых к этому слою). Появление и социально-экономическое усиление этого класса в последние века истории Японии можно сравнить с аналогичным появлением и развитием среднего класса в европейском обществе.
Торгово-ремесленное сословие как система профессиональных объединений укрепило свое положение, начиная со второй половины XIV века, после реформ сёгуна Асикага Такаудзи. Среди него стало распространено учение Нитирэна. С начала XVI века вооруженные отряды приверженцев этого учения стали охранять в Киото владения купцов от крестьян, возмущенных несправедливыми условиями товарообмена. В 1532 году приверженцы учения Нитирэна разгромили крестьянские отряды, после чего превратились в своеобразную политическую партию, способствовав созданию органов городского самоуправления Кито под руководством видных горожан. Но к 1540-м годам сёгунату удалось подавить нитирэнистов.
Судзуки Сёсан, самурай, ставший странствующим буддийским монахом, в своём трактате XVII века «Руководство в повседневной жизни для четырех сословий», написанном в стиле диалогов, на вопрос торговца о том, как достичь состояния бодхи в будущей жизни, когда занимаешься «таким недостойным делом как купля-продажа, а... мысли постоянно заняты получением прибыли», отвечал: «Люди, занимающиеся торговлей, должны, прежде всего, научиться заботиться о том, как, извлекая выгоду, получать прибыль... Однако те, кто в погоне за прибылью руководствуется исключительно личными интересами, обманывает людей и делает различие между собой и другими, навлекают на себя проклятие Пути Неба».
В начале XVIII века Исида Байган стал основателем учения «Сингаку», которое считало морально оправданный и социально значимый «путь торговца» («сёниндо») неотъемлемой составляющей единого Пути Неба.
Со второй половины XVII века широко распространились кредитные операции, осуществляемые такими финансовыми институтами, как «ломбарды» («сития»), «кассы взаимопомощи» («таномоси», «мудзин»), универсальные меняльные конторы («рёгаэя»), и высшие сословия Японии стали попадать в финансово-экономическую зависимость от низших.
На рубеже XVII — XVIII веков возникли городское искусство и литература. 24 бытовые драмы из жизни горожан Тикамацу Мондзаэмона были посвящены конфликту между чувством и нравственным долгом. 
После «открытия страны» в 1865 году в Нагасаки Сакамото Рёма создал первую торговую и судовладельческую фирму современного типа, занявшуюся организацией морских перевозок и внешней торговли.
Фундаментальное учение об этике предпринимательской деятельности создал «отец японского капитализма» Сибусава Эйити (1840 — 1931), выдвинувший принцип «самурайский дух — коммерческое мастерство». 